# 鷹合
鷹合（たかあい）は、大阪府大阪市東住吉区にある町名。
明治時代の古地図によれば南百済村鷹合、その後道路開通にあたって鷹合地域は一部矢田村に編入 現行行政地名は鷹合一丁目から鷹合四丁目。

## 地理
東住吉区の中央部に位置し、東に湯里、西に長居公園、南に矢田、北の西側に東田辺、東側に駒川と接している。

### 河川
- 駒川

## 歴史

### 沿革
1980年（昭和55年）、大阪市東住吉区鷹合町1 - 3丁目と田辺本町1 - 8丁目・鷹合町・西鷹合町1 - 3丁目・東鷹合町1 - 3丁目・矢田矢田部町本通1 - 7丁目・矢田矢田部町中通1 - 7丁目・矢田矢田部町の各一部より、鷹合1 - 4丁目成立。

## 世帯数と人口
2024年（令和6年）9月30日現在の世帯数と人口は以下の通りである。
| 丁目       | 世帯数    | 人口    |
| ---------- | --------- | ------- |
| 鷹合一丁目 | 1,217世帯 | 2,295人 |
| 鷹合二丁目 | 1,053世帯 | 1,760人 |
| 鷹合三丁目 | 1,171世帯 | 2,213人 |
| 鷹合四丁目 | 922世帯   | 1,820人 |
| 計         | 4,363世帯 | 8,088人 |

### 人口の変遷
国勢調査による人口の推移。
| 1995年（平成7年）  | 8,592人 | [ 6 ]  |  |
| 2000年（平成12年） | 8,173人 | [ 7 ]  |  |
| 2005年（平成17年） | 8,615人 | [ 8 ]  |  |
| 2010年（平成22年） | 8,083人 | [ 9 ]  |  |
| 2015年（平成27年） | 7,915人 | [ 10 ] |  |
| 2020年（令和2年）  | 7,757人 | [ 11 ] |  |

### 世帯数の変遷
国勢調査による世帯数の推移。
| 1995年（平成7年）  | 3,487世帯 | [ 6 ]  |  |
| 2000年（平成12年） | 3,490世帯 | [ 7 ]  |  |
| 2005年（平成17年） | 3,742世帯 | [ 8 ]  |  |
| 2010年（平成22年） | 3,641世帯 | [ 9 ]  |  |
| 2015年（平成27年） | 3,602世帯 | [ 10 ] |  |
| 2020年（令和2年）  | 3,743世帯 | [ 11 ] |  |

## 学区
市立小・中学校に通う場合、学区は以下の通りとなる。なお、小学校・中学校入学時に学校選択制度を導入しており、通学区域以外に東住吉区の小学校・中学校から選択することも可能。
| 丁目       | 番   | 小学校             | 中学校             |
| ---------- | ---- | ------------------ | ------------------ |
| 鷹合一丁目 | 全域 | 大阪市立鷹合小学校 | 大阪市立中野中学校 |
| 鷹合二丁目 | 全域 | 大阪市立鷹合小学校 | 大阪市立中野中学校 |
| 鷹合三丁目 | 全域 | 大阪市立鷹合小学校 | 大阪市立中野中学校 |
| 鷹合四丁目 | 全域 | 大阪市立鷹合小学校 | 大阪市立中野中学校 |

## 事業所
2021年（令和3年）現在の経済センサス調査による事業所数と従業員数は以下の通りである。
| 丁目       | 事業所数  | 従業員数 |
| ---------- | --------- | -------- |
| 鷹合一丁目 | 52事業所  | 372人    |
| 鷹合二丁目 | 94事業所  | 485人    |
| 鷹合三丁目 | 53事業所  | 968人    |
| 鷹合四丁目 | 35事業所  | 151人    |
| 計         | 234事業所 | 1,976人  |

## 交通

### バス
- 大阪シティバス[15]
  - 4号系統：鷹合四丁目
  - 54B・54D号系統：長居公園北口 → 長居公園東口 → 鷹合団地北 → 鷹合団地前
- 北港観光バス[16]
  - 西田辺瓜破西線：駒川商店街 - 鷹合1丁目

### 道路
- 国道479号（長居公園通）
- 大阪府道26号大阪狭山線（長居公園東筋）

## 施設
- 大阪市立鷹合小学校
- 東住吉森本病院
- 東住吉警察署 鷹合交番
- 東住吉鷹合郵便局
- 東住吉長居公園東郵便局
- 関西みらい銀行 針中野支店
- 大同信用組合 針中野支店
- 鷹合神社
- 雲茎寺
- 酒君塚公園
- 鷹合公園
- 鷹合団地

## その他

### 日本郵便
- 〒546-0014[3]（集配局：東住吉郵便局[17]）